# Neuengammer Durchstich
Der Neuengammer Durchstich ist ein 2,6 km langer Kanal in Neuengamme, der die beiden Altarme der Elbe, Gose Elbe und Dove Elbe, miteinander verbindet und der Entwässerung dieses Teils der Vier- und Marschlande dient. 
Der Kanal wurde in den 1920er Jahren angelegt, um bei Hochwasser der Oberbille und der oberen Dove Elbe Wasser in die Gose Elbe abzuleiten, zu speichern und über das Überschöpfwerk Ochsenwerder bei hohen Wasserständen in die tideabhängige untere Dove Elbe zu leiten. Durch den Bau der Tatenberger Schleuse war diese Funktion nicht mehr nötig. Um die Kosten des Unterhalts zu senken, wurde in den 1960er Jahren die Sohlbreite größtenteils von 25 m auf 5 m verringert und gleichzeitig eine Vertiefung von 0,50 m auf 1,50 m durchgeführt.
Der Durchstich hat derzeit nur noch eine Wassertiefe von 50 bis 60 cm und soll daher in den nächsten Jahren wieder auf 1,20 m ausgebaggert werden, um wieder die Entwässerungsleistung zu erbringen. Der Neuengammer Durchstich ist bei Kanuten beliebt, da man durch ihn und über Gose Elbe und Dove Elbe eine Rundtour durch die Vierlande fahren kann. In der Zeit vom 1. Februar bis zum 30. April ist das Befahren allerdings aus Gründen des Naturschutzes nicht gestattet.

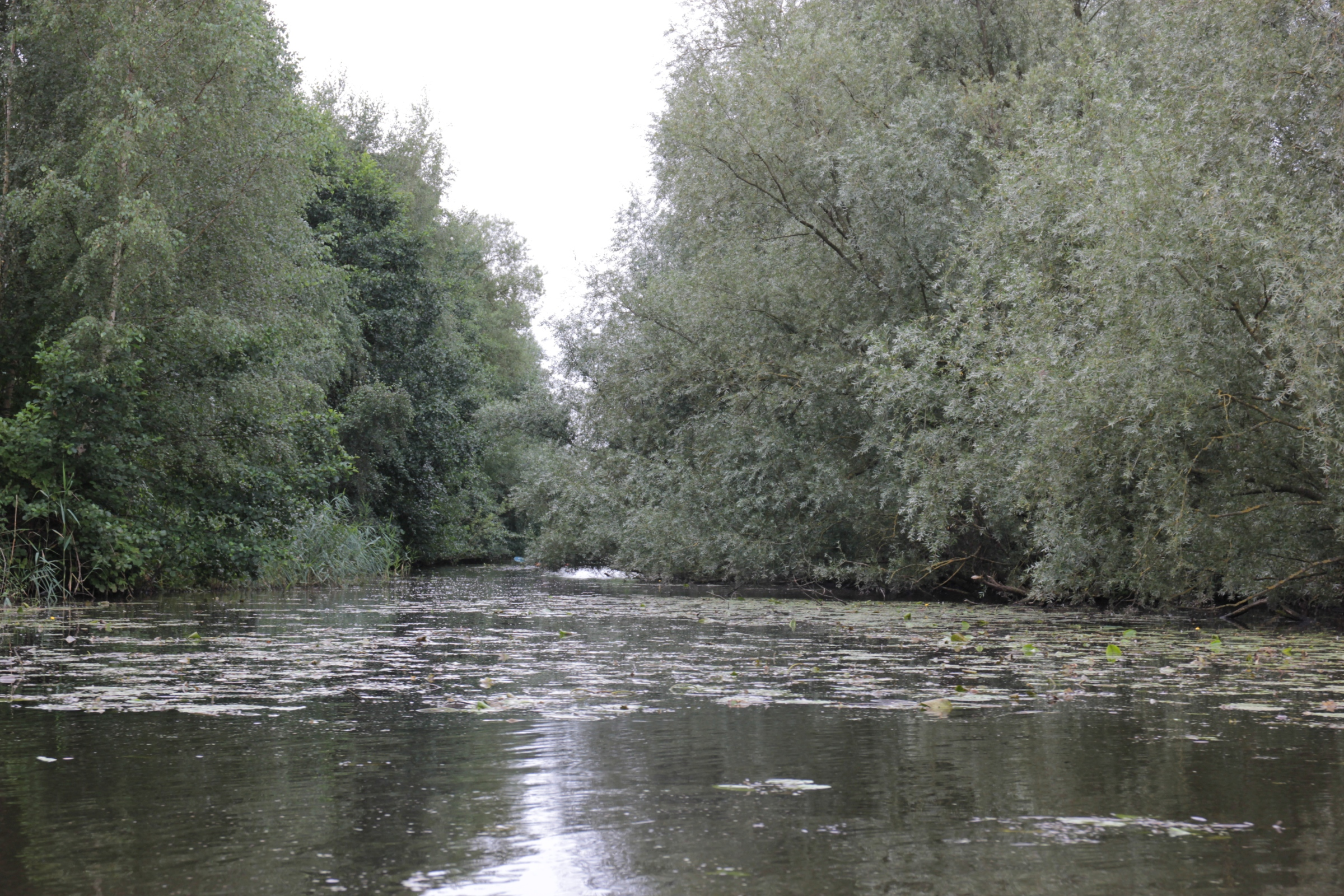
Die Einmündung des Neuengammer Durchstichs in die Dove Elbe
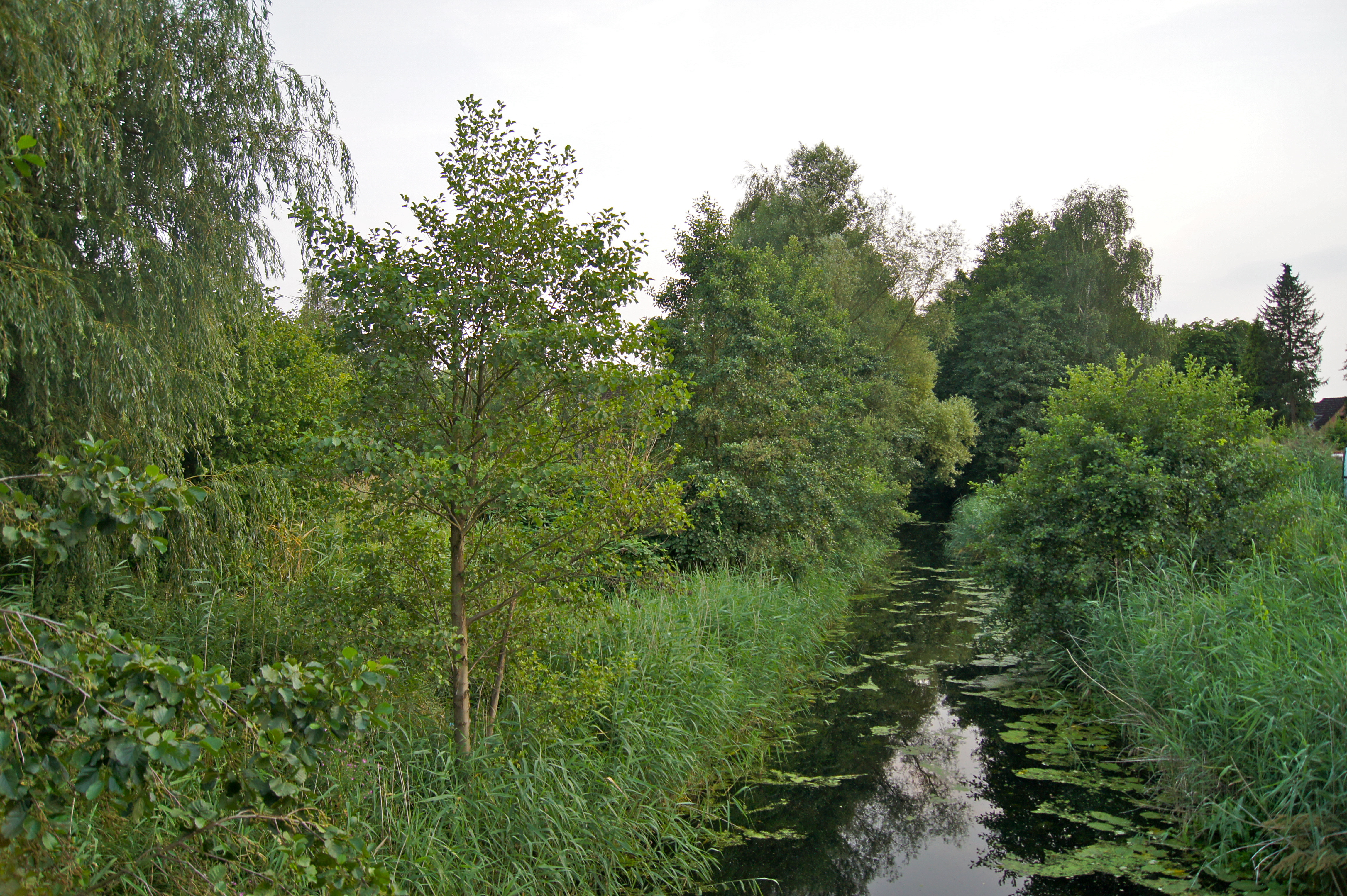
Der Neuengammer Durchstich Richtung Süden beim Neuengammer Hausdeich
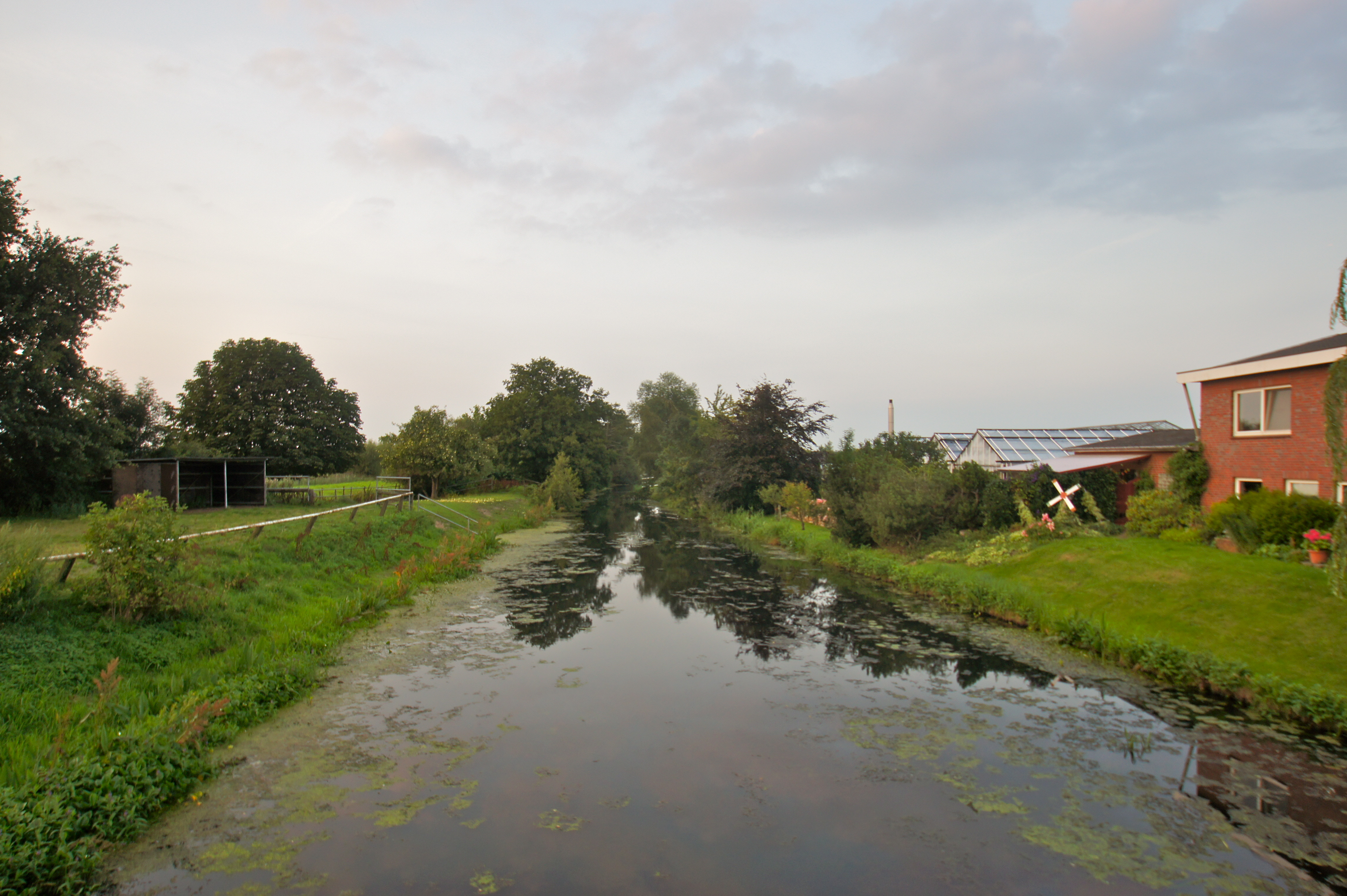
Der Neuengammer Durchstich Richtung Norden beim Neuengammer Hinterdeich
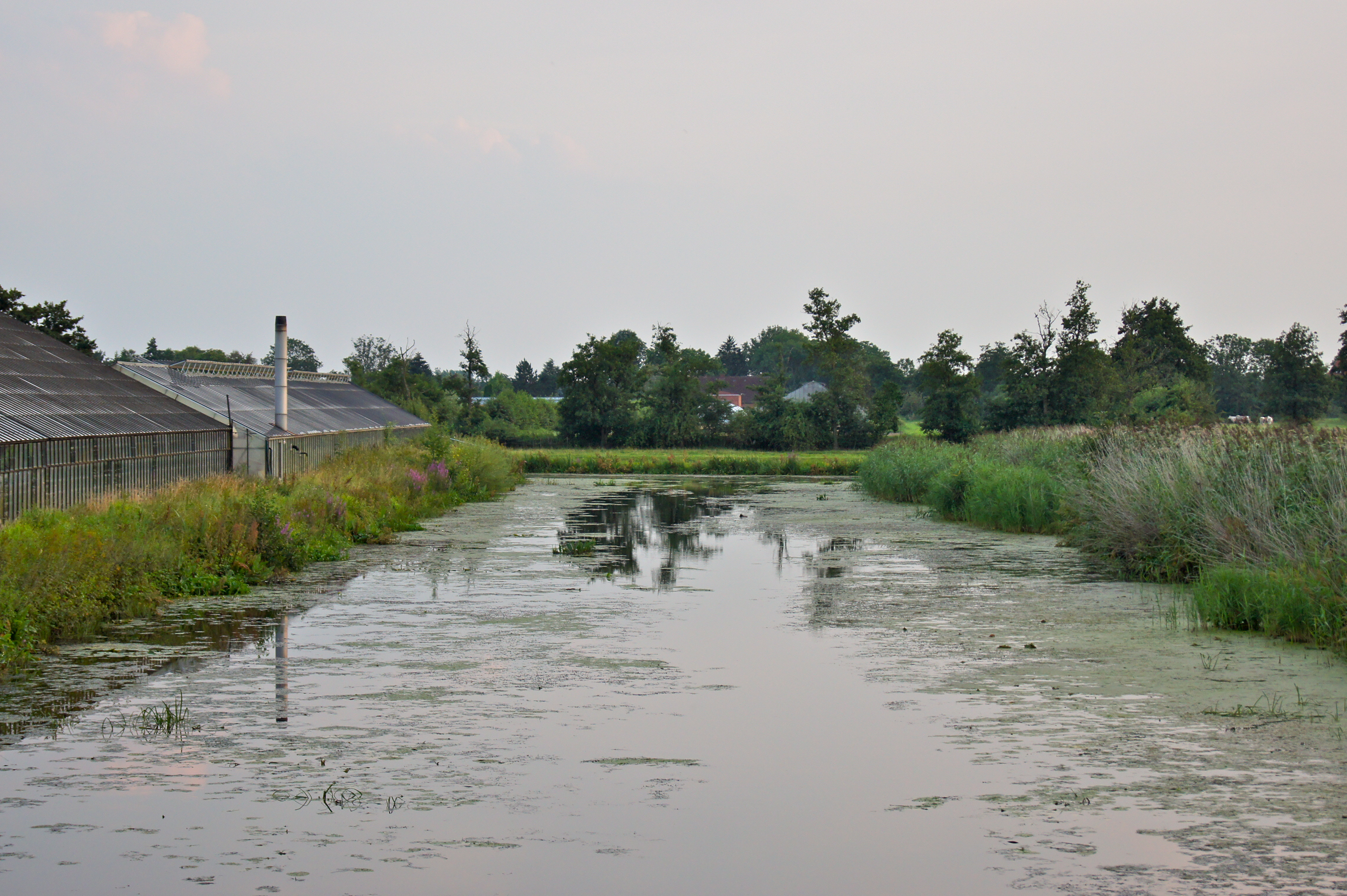
Der Neuengammer Durchstich kurz vor der Einmündung in die Gose Elbe